# Oxegen
Oxegen is een jaarlijks muziekfestival in Ierland en is de opvolger van het muziekfestival Witnness. Hoofdsponsor Guinness stopte met de sponsoring van Witnness in 2003, de nieuwe sponsor werd Heineken en de naam van het festival werd veranderd naar Oxegen. Op het festival was tot 2011 rock- en popmuziek te horen, in 2013 zijn er alleen nog danceacts en artiesten uit hitlijsten te vinden. Het muziekfestival staat bekend als het grootste muziekfestival van Ierland en sinds 2009 ook als het groenste festival.
Oxegen vindt plaats op het Punchestown Racecourse in County Kildare en duurt 3 dagen, tot 2007 duurde het festival 2 dagen. Het muziekfestival trekt jaarlijks zestigduizend bezoekers, waarvan er 50.000 op de campings verblijven. De eerste editie vond plaats in 2004 in het tweede weekend van juli. The Killers, die hoofdact waren in 2007 en 2009, waren een van de eerste bands die als eerste op Oxegen hebben opgetreden. In een interview met het Ierse muziekblad Hot Press zei gitarist Dave Keuning van de band het volgende:

Oxegen is voor ons een belangrijk muziekfestival. Het was een van de eerste muziekfestivals waar we op gespeeld hebben nadat we uit Vegas vertrokken in 2004. We hadden maar één hit (Mr. Brightside) en we dachten dat er niemand zou komen opdagen. Maar, de tent was vol met mensen die teksten van ons schreeuwden waarvan wij dachten dat zij die niet kenden. Het was de avond dat we dachten van "Hé, hier gebeurt iets!". Oxegen was voor ons belangrijker dan het Glastonbury Festival.
— Dave Keuning, 3 juli 2009

## Faciliteiten
Naast de huidige acht podia zijn er ook drie campings aanwezig op het terrein. Een winkel van de Ierse keten Centra is aanwezig op de camping sinds 2007. De toiletfaciliteiten, waar vroeger vaak over werd geklaagd, zijn in de afgelopen jaren verbeterd. Op het terrein wordt in totaal 84 kilometer aan hekwerk gebruikt. Voor het muziekfestival is in totaal 14 megawatt stoom nodig en voor water zijn er vaten van 25-duizend liter water aanwezig.
Op het terrein is ook een kermis te vinden met onder andere een reuzenrad en een achtbaan. Glas is niet toegestaan op het festival, net zoals kurken, blikjes en paraplu's.

## Overzicht

### 2004
Het muziekfestival duurde in 2004 van 10 tot 11 juli. Het concert van Kings of Leon stond op losse schroeven door een incident op Roskilde Festival het weekend ervoor. Concerten in Servië werden geannuleerd, maar de band kwam wel opdagen op Oxegen. David Bowie zal op 11 juli een optreden geven, maar dit concert werd wegens ziekte geannuleerd.
De volgende artiesten waren hoofdact in 2004:
- The Cure
- The Strokes
- Kings of Leon
- PJ Harvey
- The Divine Comedy
- Franz Ferdinand
- Scissor Sisters
- Goldie Lookin Chain
- Kharma 45
- Hal
- The Darkness
- Muse
- Ash
- Faithless
- Pink
- The Black Eyed Peas
- Hothouse Flowers
- The Saw Doctors

### 2005
Het muziekfestival duurde in 2005 van 9 tot 10 juli. 70.000 mensen waren aanwezig op het festival, 60.000 daarvan stonden op de camping. De Foo Fighters waren hoofdact op zondag en Green Day op de zaterdag. Er waren in totaal vijf podia met meer dan 80 artiesten die een optreden gaven op een van de twee dagen. Hoofdact Foo Fighters werd op zondag bijgestaan door Ian Brown, The Prodigy, The Frames, Keane, en The Killers. Daarnaast gaven Green Day, New Order, James Brown, Queens of the Stone Age, Feeder, Kasabian, Razorlight, LCD Soundsystem, Echo & the Bunnymen, Snoop Dogg en The Futureheads een optreden op het muziekfestival.

### 2006
In 2006 duurde het muziekfestival van 8 to 9 juli. De tickets waren binnen 48 minuten uitverkocht. Het weer op de zaterdag hielp niet mee, met veel wind en regen. Op zondag kwam de zon erdoor.
De volgende artiesten waren hoofdact in 2006:

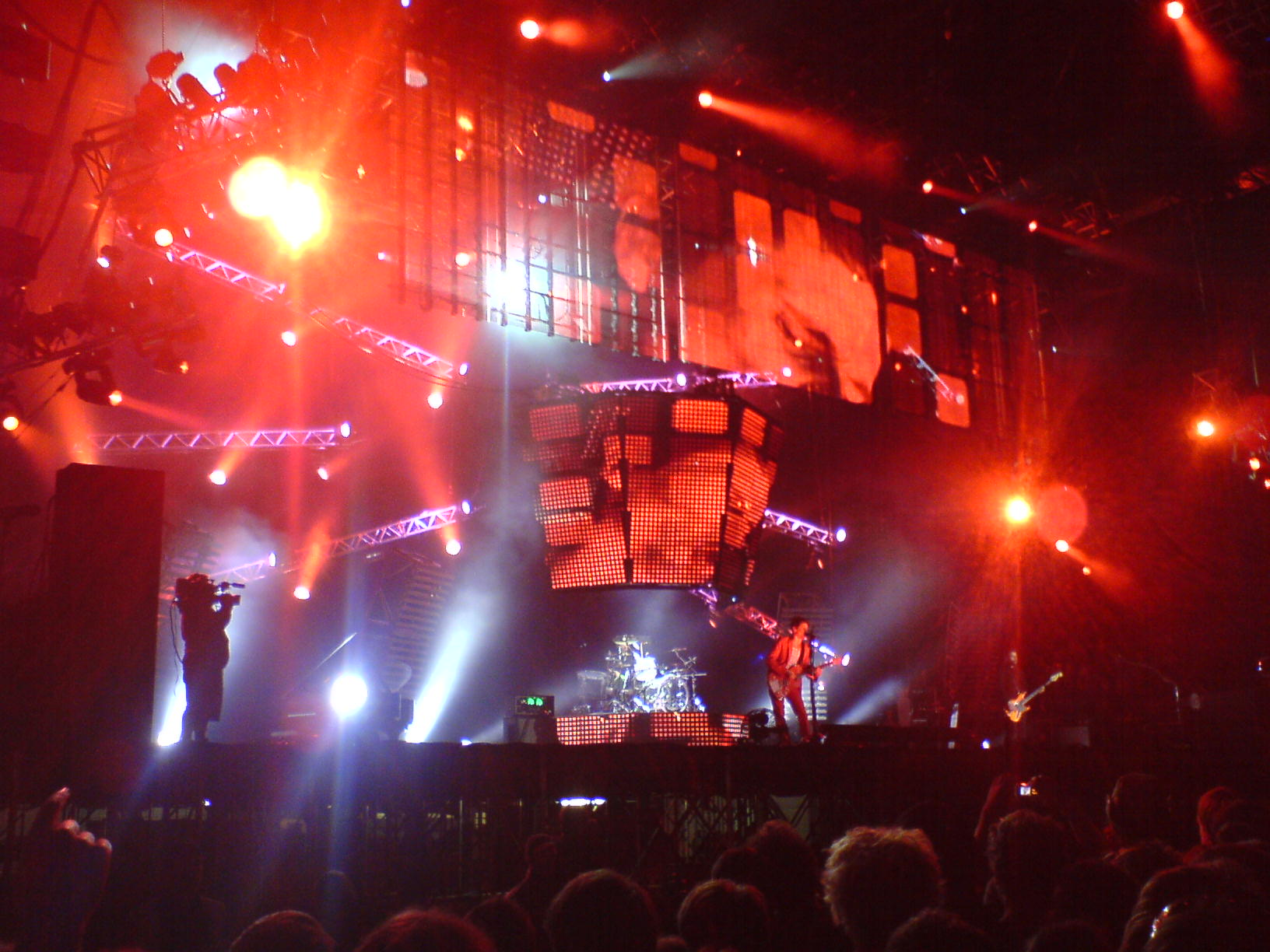
De Britse rockband Muse was hoofdact in 2007.

- James Brown
- The Who
- The Strokes
- Arctic Monkeys
- Hard-Fi
- The Magic Numbers
- Damien Dempsey
- Republic of Loose
- Sandi Thom
- The Marshals
- Red Hot Chili Peppers
- Franz Ferdinand
- Kaiser Chiefs
- Placebo
- Bell X1
- Manu Chao
- Maxïmo Park
- Director
- Sharon Shannon

### 2007
Oxegen duurde in 2007 van 7 tot 8 juli. De tickets waren binnen 70 minuten uitverkocht. Primaire hoofdacts waren Muse en The Killers. Ook Arcade Fire, Scissor Sisters, Razorlight, Bloc Party, Daft Punk, Kings of Leon, Brian Wilson, Interpol, The Kooks, Mika, My Chemical Romance, Avril Lavigne, Queens of the Stone Age, The Goo Goo Dolls, Editors, Klaxons, Maxïmo Park en The Fratellis waren te zien op het muziekfestival. Een concert van Amy Winehouse werd op het laatste moment geannuleerd.

### 2008
De 2008-editie duurde drie dagen, van 11 tot 13 juli. Het duurde een maand voordat alle tickets waren uitverkocht. De Amerikaanse rockband Kings of Leon werd als eerste aangekondigd als hoofdact van de eerste avond. Op 15 februari 2008 werd R.E.M. bevestigd als hoofdact op de zaterdag. Later werden ook nog Kaiser Chiefs, The Raconteurs, Ian Brown, The Fratellis, Interpol, Counting Crows, The Chemical Brothers, Justice en Rage Against the Machine bevestigd. The Verve zal de zaterdag afsluiten.
Later in 2008 won de 2008-editie de Yourope Award voor het beste Europese festival, boven festivals als Glastonbury, Roskilde en T in the Park.

### 2009
In 2009 duurde het festival ook drie dagen. Van 10 tot 12 juli waren onder andere Kings of Leon, Snow Patrol, Blur en The Killers als hoofdact te zien.

### 2010
Oxegen 2010 duurde van 9 tot 11 juli. Onder andere Arcade Fire, Muse, Fatboy Slim, The Black Eyed Peas, The Prodigy, David Guetta, Calvin Harris en Mumford & Sons gaven een optreden. Samen met andere artiesten waren er meer dan 150 optredens te zien. Tickets waren tot de start van het muziekfestival te verkrijgen.

### 2011
Van 7 tot 10 juli konden festivalgangers naar de 2011-editie van het muziekfestival. Ze konden hier genieten van optredens van de Foo Fighters, Arctic Monkeys, Coldplay, My Chemical Romance, Beyoncé, Slash, The Black Eyed Peas, The Strokes, Weezer, Beady Eye en Paolo Nutini. Jessie J zal eerst ook een optreden geven, maar brak haar voet nadat ze van het podium was gevallen.

### 2012 (hiatus)
In 2012 nam het festival een hiatus. Een concert van The Stone Roses werd door de media gezien als een vervanger. Ook de Swedish House Mafia gaven dit jaar een concert in de buurt.